# Naukraria
Naukraria (gr. ναυκραρία)– jednostka terytorialna w starożytnej Attyce, rodzaj gminy, której ludność była zobowiązana dostarczyć okręt z wyposażeniem i go utrzymywać. 
Naukrarie powstały w wyniku administracyjnego podziału ustanowionego w Attyce przez eupatrydów w wyniku synojkizmu. Eupatryda, który oddawał statek do dyspozycji państwa i nim dowodził, zwał się naukraros. Byli oni kapitanami marynarki i każdy z nich kierował do służby dwóch jeźdźców i oddział piechoty. Nadzorowali również kasę zasilaną z podatku nałożonego na populację podległą naukrarii. Każda z czterech fyl była podzielona na 3 trytie po 4 naukarie. W każdej fyli było więc 12 naukrarii, co dawało ogółem liczbę 48 naukrarii w kraju. 
Naukrarie przetrwały one reformy Solona, natomiast po reformach Klejstenesa, choć nie zostały zlikwidowane, w rzeczywistości zostały zastąpione przez demy. Liczba ich wzrosła więc do 50, tzn. pięć przypadało na każdą z 10 fyl. Przestały istnieć po 500 p.n.e., gdy bule i strategowie skupili w swych rękach władzę wojskową i administrację marynarki.